# Live at the BBC (The-Beatles-Album)
Live at the BBC (englisch für „Live bei der BBC“) ist das erste Kompilationsalbum von insgesamt zwei Doppelalben der britischen Gruppe The Beatles, das Liveaufnahmen der Gruppe, die bei Produktionen für Radiosendungen für die britische Rundfunkanstalt BBC in den Jahren 1962 bis 1965 entstanden, enthält. Das Album erschien am 28. November in Deutschland und am 30. November in Großbritannien und am 6. Dezember 1994 in den USA. Das zweite Album mit BBC-Aufnahmen On Air – Live at the BBC Volume 2 wurde 19 Jahre später, am 8. November 2013, veröffentlicht.
Live at the BBC ist das zweite Album der Beatles, das, nach deren Trennung, bisher unveröffentlichtes Aufnahmematerial enthält.

## Vorgeschichte: Die Beatles und die BBC

BBC Logo

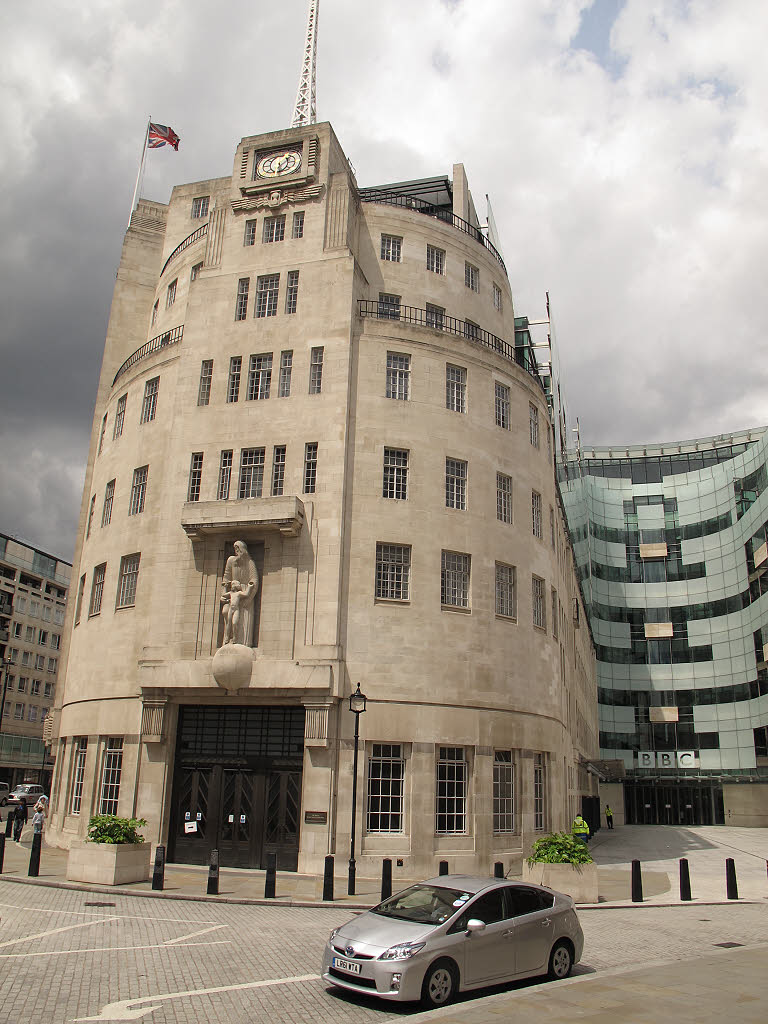
Das Broadcasting House in London

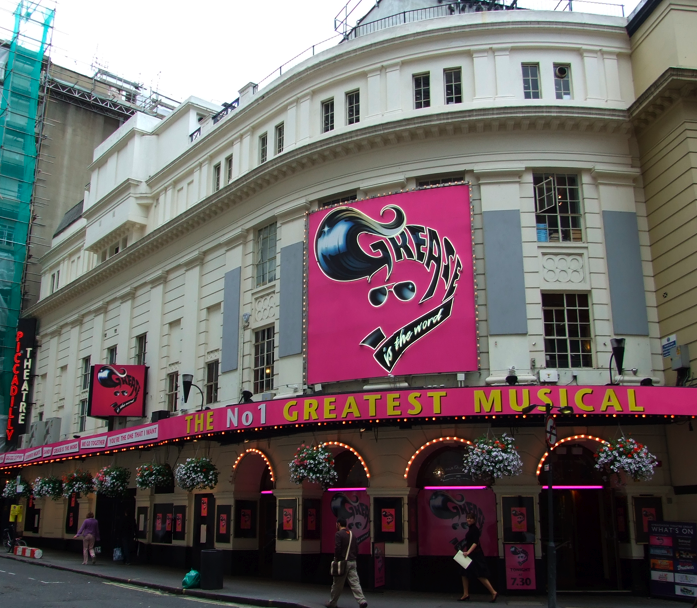
Das Piccadilly Theatre in London

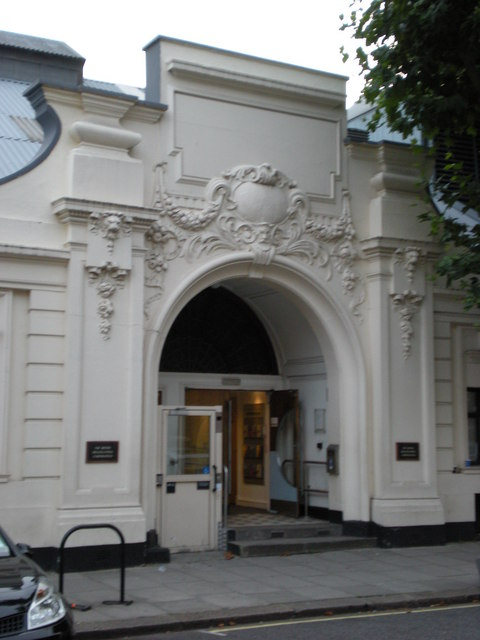
Eingang zu den Maida Vale Studios

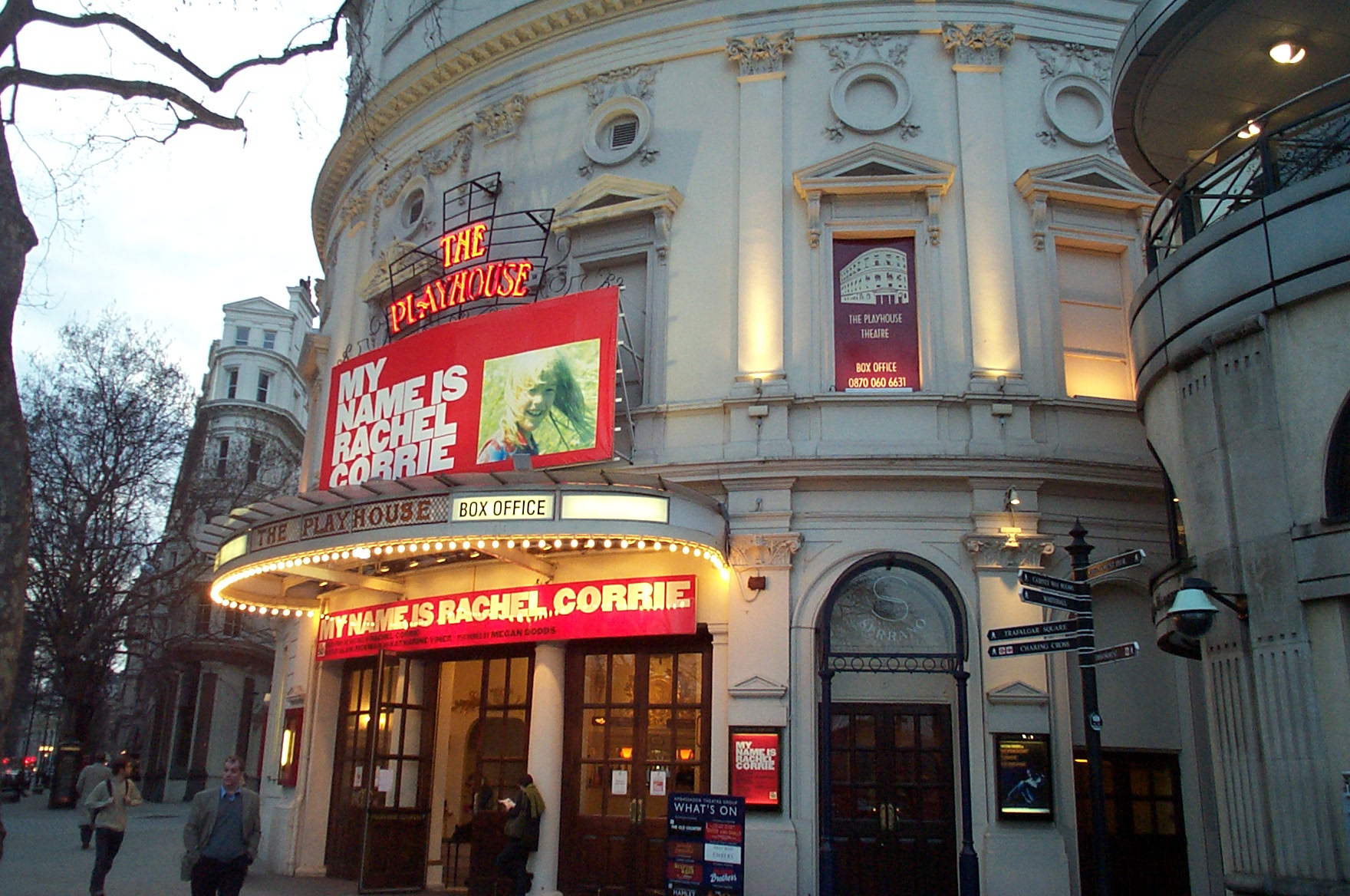
Das Playhouse Theatre in London

Anfang des Jahres 1962 war Brian Epstein, der Manager der Beatles, bemüht, die damals außerhalb Liverpools kaum bekannte Gruppe einem breiteren Publikum vorzustellen. Eine Möglichkeit dafür sah er in Auftritten der Beatles in Radiosendungen der BBC. So bat er um einen Vorspieltermin und erhielt eine Zusage für den 12. Februar 1962 im Rundfunkhaus der BBC in Manchester. Die Beatles – zu dem Zeitpunkt noch mit Pete Best am Schlagzeug – bestanden das Vorspielen und wurden für ihre erste Sendung gebucht. Der verantwortliche Produzent Peter Pilbeam war dabei allerdings wenig überzeugt von den gesanglichen Leistungen des Bassisten der Gruppe: Paul McCartney. Sein Gesamturteil beschrieb die Gruppe als:

“…not as ‘rocky’ than most, more country and western with a tendency to play music.”

„…nicht so ‚rockig‘ wie die meisten, eher Country and Western mit einer Tendenz, Musik zu spielen.“

Am 7. März 1962 begann mit dem Auftritt in der Sendung Teenager’s Turn – Here We Go die drei Jahre währende Reihe von regelmäßigen Radiokonzerten der Beatles für die BBC. Der Erfolg der Beatles führte später dazu, dass eigens für die Gruppe Sendungen produziert wurden. So entstanden vier Feiertagssondersendungen unter dem Titel From Us to You – angelehnt an From Me to You, den Titel der dritten Single der Beatles. Außerdem produzierte die BBC eine fünfzehnteilige Reihe mit dem Titel Pop Go The Beatles, eine Anspielung auf den bekannten englischen Kinderreim Pop! Goes the Weasel.
Am 26. Mai 1965 entstanden die letzten Aufnahmen der Beatles für die BBC in den Londoner Piccadilly Studios. Ausgestrahlt wurde die Sendung unter dem Titel The Beatles (Invite You to Take a Ticket to Ride) am 7. Juni 1965.
Zwischen dem 7. März 1962 und dem 26. Mai 1965 nahmen die Beatles an 53 Radioprogrammen der BBC teil. Es wurden 275 Aufnahmen von 89 Titeln (inklusive der Variation From Us to You) gesendet. Von den 89 Titeln waren 32 Lieder Kompositionen von John Lennon und Paul McCartney. Die übrigen Stücke waren Coverversionen aus unterschiedlichen musikalischen Stilrichtungen, wobei die meisten aus dem Bereich Rhythm and Blues stammten. Die Beatles nahmen 35 dieser Coverversionen niemals für eines ihrer Studioalben auf, sodass sie nur auf Live at the BBC enthalten sind. Auch die Lennon/McCartney-Komposition I’ll Be on My Way wurde nur für BBC aufgenommen; die Beatles haben diese Komposition an den auch von Brian Epstein gemanagten Billy J. Kramer gegeben. Die BBC-Aufnahmen erfolgten in Mono.

## Entstehung
Seit den 1970er Jahren wurden Bootlegs von BBC-Aufnahmen der Beatles illegal vertrieben. Zum 20-jährigen Jubiläum des ersten Auftritts der Beatles bei der BBC stellte die BBC selber ein zwei Stundenprogramm mit dem Titel Beatles at the Beep mit Liedern und Interviewausschnitten zusammen. Im Jahr 1988 folgte eine Serie mit 14 halbstündigen Radiosendungen unter dem Titel The Beep‘s Lost Beatles Tapes. In den Folgejahren wurden Bootlegs mit kompletten BBC-Radiosendungen aus den 1960er Jahren mit den Beatles hergestellt.
Im Vorwege zur Nachproduktion des Albums suchte Kevin Howlett, ein BBC Radioproduzent, nach verschiedenen Quellen für die BBC-Aufnahmen, da die BBC selber nicht mehr im Besitz aller Aufnahmen war.
Auf der Doppel-CD Live at the BBC befinden sich 56 von George Martin ausgesuchte Titel, von denen 30 Lieder bisher unveröffentlicht waren, sodass sechs bisher unveröffentlichte Lieder für das Album nicht berücksichtigt wurden:
1. Besame Mucho (Consuelo Velázquez, Sunny Skylar)
2. Dream Baby (Cindy Walker)
3. A Picture of You (Joe Brown)
4. Beautiful Dreamer (Stephen Foster/Gerry Goffin/Jack Keller)
5. I’m Talking About You (Chuck Berry)
6. Lend Me Your Comb (Carl Perkins)

Außerdem wurde der Titel Tie Me Kangaroo Down, Sport mit Rolf Harris aufgenommen, der bisher unveröffentlicht geblieben ist und nur auf Bootlegs erhältlich ist.
Im November 1995 wurde Lend Me Your Comb auf dem Album Anthology 1 veröffentlicht, Beautiful Dreamer und I’m Talking About You erschienen erst im November 2013 auf On Air – Live at the BBC Volume 2, das weitere 40 Lieder umfasst, davon 22 bisher unveröffentlichte. Besame Mucho, Dream Baby und A Picture of You, im Jahr 1962 aufgenommen, wurden aufgrund der minderwertigen Tonqualität bis dato nicht offiziell veröffentlicht.
Aus dem Album wurde am 20. März 1995 die EP Baby It’s You ausgekoppelt, wobei die Lieder I’ll Follow the Sun, Devil in Her Heart und Boys nicht auf dem Album Beatles at the BBC enthalten sind. Während die Versionen I’ll Follow the Sun und Boys auf On Air – Live at the BBC Volume 2 enthalten sind, ist Devil in Her Heart in dieser Version, Erstausstrahlung am 20. August 1963, lediglich auf EP Baby It’s You erhältlich.
Die Nachproduktion der Lieder erfolgte von George Martin in den Abbey Road Studios. Technisch unterstützt wurde Martin von Allan Rouse, Peter Mew und Giles Martin.
Das Album Live at the BBC stieg eine Woche nach der Veröffentlichung in die britischen Charts auf Platz eins ein. Es war das 13. Nummer-eins-Album der Beatles in Großbritannien. In den USA erreichte Live at the BBC ebenfalls den dritten Platz der US-amerikanischen Charts und in Deutschland Platz sechs der Charts. Im Februar 1995 wurde das Album in den USA mit Multi-Platin für vier Millionen verkaufte Exemplare ausgezeichnet.
Nicht verwendete Aufnahmeversionen von Liedern befinden sich auf den Alben On Air – Live at the BBC Volume 2 und The Beatles Bootleg Recordings 1963.

## Wiederveröffentlichung
Am 8. November 2013 wurde in Großbritannien und am 11. November 2013 in den USA und Deutschland das Album Live at the BBC in einem Pappcover wiederveröffentlicht. Das Album wurde von Guy Massey und Alex Wharton remastert. Für die Audiorestauration war Simon Gibson verantwortlich. Während bei der Erstveröffentlichung für die Nachproduktion des Albums George Martin verantwortlich war, wurde bei der Wiederveröffentlichung Kevin Howlett, Mike Heatley und Jeff Jones als Produzenten aufgeführt. Bei der Zusammenstellung der Titel wurde ein Dialog ausgetauscht (Ringo? Yep! für Have a Banana!) und ein zusätzlicher Dialog (What Is It, George?) sowie ein Lied (From Us to You [Closing]) ergänzend hinzugefügt.
Gleichzeitig wurde ein Pappschuber mit den Alben Live at the BBC und On Air – Live at the BBC Volume 2 veröffentlicht.
Die Erstveröffentlichung im Download-Format erfolgte am 8. November 2013 bei iTunes.

## Covergestaltung
Die Gestaltung des Albumcover stammt von Richard Ward/The Team.
Das Coverfoto stammt von Dezo Hoffman und entstand am 4. April 1963 vor dem Gebäude des BBC Paris Theatre (Rex House, 4–12 Regent Street) in London.
Die Einleitungen für das 48-seitige bebilderte CD-Booklet wurden von Derek Taylor und Kevin Howlett verfasst, die Anmerkungen zu den einzelnen Liedern stammen ebenfalls von Kevin Howlett.
Das Cover der Wiederveröffentlichung ist in schwarzweiß gehalten und hat keine rotbraune Tönung mehr. Die Gestaltung des überarbeiteten Covers und des überarbeiteten, wiederum 48-seitigen bebilderten, CD-Booklet stammt von Darren Evans. Das CD-Booklet enthält teilweise geänderte Informationen zu den einzelnen Liedern und eine ergänzte Einleitung von Kevin Howlett.

## Titelliste
| Nummer | Lied                                        | Autor                              | Leadgesang           | Länge |
| ------ | ------------------------------------------- | ---------------------------------- | -------------------- | ----- |
| 01     | Beatle Greetings                            | –                                  | Dialog               | 0:14  |
| 02     | From Us to You                              | Lennon/McCartney                   | Lennon / McCartney   | 0:27  |
| 03     | Riding on a Bus                             | –                                  | Dialog               | 0:54  |
| 04     | I Got a Woman                               | Charles                            | Lennon               | 2:48  |
| 05     | Too Much Monkey Business                    | Berry                              | Lennon               | 2:06  |
| 06     | Keep Your Hands Off My Baby                 | Goffin/King                        | Lennon               | 2:30  |
| 07     | I’ll Be on My Way                           | Lennon/McCartney                   | McCartney mit Lennon | 1:58  |
| 08     | Young Blood                                 | Leiber/Stoller/Pomus               | Harrison             | 1:57  |
| 09     | A Shot of Rhythm and Blues                  | Thompson                           | Lennon               | 2:15  |
| 10     | Sure to Fall (In Love with You)             | Perkins/Claunch/Cantrell           | McCartney            | 2:08  |
| 11     | Some Other Guy                              | Leiber/Stoller/Barrett             | Lennon/McCartney     | 2:01  |
| 12     | Thank You Girl                              | Lennon/McCartney                   | Lennon/McCartney     | 2:01  |
| 13     | Sha La La La La!                            | –                                  | Dialog               | 0:28  |
| 14     | Baby It’s You                               | David/Bacharach/Williams           | Lennon               | 2:44  |
| 15     | That’s All Right                            | Crudup                             | McCartney            | 2:54  |
| 16     | Carol                                       | Berry                              | Lennon               | 2:35  |
| 17     | Soldier of Love (Lay Down Your Arms)        | Cason/Moon                         | Lennon               | 2:00  |
| 18     | A Little Rhyme                              | –                                  | Dialog               | 0:26  |
| 19     | Clarabella                                  | Pingatore                          | McCartney            | 2:39  |
| 20     | I’m Gonna Sit Right Down and Cry (Over You) | Joe Thomas/Howard Biggs            | Lennon/McCartney     | 2:01  |
| 21     | Crying, Waiting, Hoping                     | Holly                              | Harrison             | 2:09  |
| 22     | Dear Wack!                                  | –                                  | Dialog               | 0:42  |
| 23     | You Really Got a Hold on Me                 | Robinson                           | Lennon               | 2:37  |
| 24     | To Know Her is to Love Her                  | Spector                            | Lennon               | 2:49  |
| 25     | A Taste of Honey                            | Bobby Scott/Ric Marlow             | McCartney            | 1:57  |
| 26     | Long Tall Sally                             | Enotris Johnson/Penniman/Blackwell | McCartney            | 1:53  |
| 27     | I Saw Her Standing There                    | Lennon/McCartney                   | McCartney            | 2:32  |
| 28     | The Honeymoon Song                          | Theodorakis/Sansom                 | McCartney            | 1:39  |
| 29     | Johnny B. Goode                             | Berry                              | Lennon               | 2:51  |
| 30     | Memphis, Tennessee                          | Berry                              | Lennon               | 2:13  |
| 31     | Lucille                                     | Collins/Penniman                   | McCartney            | 1:49  |
| 32     | Can’t Buy Me Love                           | Lennon/McCartney                   | McCartney            | 2:06  |
| 33     | From Fluff to You                           | –                                  | Dialog               | 0:28  |
| 34     | Till There Was You                          | Meredith Willson                   | McCartney            | 2:13  |

Bei der Wiederveröffentlichung im Jahr 2013 wurde noch der folgende Dialog eingefügt:
| Nummer | Lied                | Autor | Leadgesang | Länge |
| ------ | ------------------- | ----- | ---------- | ----- |
| 17     | What Is It, George? | –     | Dialog     | 0:31  |

| Nummer | Lied                                    | Autor                                             | Leadgesang           | Länge |
| ------ | --------------------------------------- | ------------------------------------------------- | -------------------- | ----- |
| 01     | Crinsk Dee Night                        | –                                                 | Dialog               | 1:05  |
| 02     | A Hard Day’s Night                      | Lennon/McCartney                                  | Lennon/McCartney     | 2:24  |
| 03     | Have a Banana!                          | –                                                 | Dialog               | 0:22  |
| 04     | I Wanna Be Your Man                     | Lennon/McCartney                                  | Starr                | 2:09  |
| 05     | Just a Rumour                           | –                                                 | Dialog               | 0:20  |
| 06     | Roll Over Beethoven                     | Berry                                             | Harrison             | 2:16  |
| 07     | All My Loving                           | Lennon/McCartney                                  | McCartney            | 2:04  |
| 08     | Things We Said Today                    | Lennon/McCartney                                  | McCartney            | 2:18  |
| 09     | She’s a Woman                           | Lennon/McCartney                                  | McCartney            | 3:15  |
| 10     | Sweet Little Sixteen                    | Berry                                             | Lennon               | 2:21  |
| 11     | 1822!                                   | –                                                 | Dialog               | 0:10  |
| 12     | Lonesome Tears in My Eyes               | Johnny Burnette/Dorsey Burnette/Burlison/Mortimer | Lennon               | 2:36  |
| 13     | Nothin’ Shakin’                         | Fontaine/Calacrai/Lampert/Gluck                   | Harrison             | 2:59  |
| 14     | The Hippy Hippy Shake                   | Romero                                            | McCartney            | 1:49  |
| 15     | Glad All Over                           | Bennett/Tepper/Schroeder                          | Harrison             | 1:52  |
| 16     | I Just Don’t Understand                 | Wilkin/Westberry                                  | Lennon               | 2:47  |
| 17     | So How Come (No One Loves Me)           | Bryant                                            | Harrison/Lennon      | 1:54  |
| 18     | I Feel Fine                             | Lennon/McCartney                                  | McCartney            | 2:13  |
| 19     | I’m a Loser                             | Lennon/McCartney                                  | Lennon               | 2:33  |
| 20     | Everybody’s Trying to Be My Baby        | Perkins                                           | Harrison             | 2:21  |
| 21     | Rock and Roll Music                     | Berry                                             | Lennon               | 2:01  |
| 22     | Ticket to Ride                          | Lennon/McCartney                                  | Lennon               | 2:56  |
| 23     | Dizzy Miss Lizzy                        | Williams                                          | Lennon               | 2:42  |
| 24     | Medley: Kansas City/Hey! Hey! Hey! Hey! | Leiber&Stoller/Penniman                           | McCartney            | 2:37  |
| 25     | Set Fire to That Lot!                   | –                                                 | Dialog               | 0:28  |
| 26     | Matchbox                                | Perkins                                           | Lennon               | 1:57  |
| 27     | I Forgot to Remember to Forget          | Kesler/Feathers                                   | Harrison             | 2:09  |
| 28     | Love These Goon Shows!                  | –                                                 | Dialog               | 0:27  |
| 29     | I Got to Find my Baby                   | Berry                                             | Lennon               | 1:56  |
| 30     | Ooh! My Soul                            | Penniman                                          | McCartney            | 1:37  |
| 31     | Ooh! My Arms                            | –                                                 | Dialog               | 0:36  |
| 32     | Don’t Ever Change                       | Goffin/King                                       | Harrison/McCartney   | 2:03  |
| 33     | Slow Down                               | Williams                                          | Lennon               | 2:36  |
| 34     | Honey Don’t                             | Perkins                                           | Lennon               | 2:11  |
| 35     | Love Me Do                              | Lennon/McCartney                                  | McCartney mit Lennon | 2:30  |

Bei der Wiederveröffentlichung im Jahr 2013 wurde noch der Dialog Have a Banana! gegen Ringo? Yep! ausgetauscht und From Us to You (Closing) eingefügt:
| Nummer | Lied                     | Autor            | Leadgesang       | Länge |
| ------ | ------------------------ | ---------------- | ---------------- | ----- |
| 03     | Ringo? Yep!              | –                | Dialog           | 0:14  |
| 36     | From Us to You (Closing) | Lennon/McCartney | Lennon/McCartney | 0:38  |

## Doppel-LP (1994)
| Seite 1 1. Beatle Greetings 2. From Us to You 3. Riding on a Bus 4. I Got a Woman 5. Too Much Monkey Business 6. Keep Your Hands Off My Baby 7. I’ll Be on My Way 8. Young Blood 9. A Shot of Rhythm and Blues 10. Sure to Fall (In Love with You) 11. Some Other Guy 12. Thank You Girl 13. Sha La La La La! 14. Baby It’s You 15. That’s All Right 16. Carol 17. Soldier of Love (Lay Down Your Arms) | Seite 2 1. A Little Rhyme 2. Clarabella 3. I’m Gonna Sit Right Down and Cry (Over You) 4. Crying, Waiting, Hoping 5. Dear Wack! 6. You’ve Really Got a Hold on Me 7. To Know Her Is to Love Her 8. A Taste of Honey 9. Long Tall Sally 10. I Saw Her Standing There 11. The Honeymoon Song 12. Johnny B. Goode 13. Memphis, Tennessee 14. Lucille 15. Can’t Buy Me Love 16. From Fluff to You 17. Till There Was You |

| Seite 3 1. Crinsk Dee Night 2. A Hard Day’s Night 3. Have a Banana! 4. I Wanna Be Your Man 5. Just a Rumour 6. Roll Over Beethoven 7. All My Loving 8. Things We Said Today 9. She’s a Woman 10. Sweet Little Sixteen 11. 1822! 12. Lonesome Tears in My Eyes 13. Nothin’ Shakin’ 14. The Hippy Hippy Shake 15. Glad All Over 16. I Just Don’t Understand 17. So How Come (No One Loves Me) 18. I Feel Fine | Seite 4 1. I’m a Loser 2. Everybody’s Trying to Be My Baby 3. Rock and Roll Music 4. Ticket to Ride 5. Dizzy Miss Lizzy 6. Kansas City/Hey! Hey! Hey! Hey! 7. Set Fire to That Lot! 8. Matchbox 9. I Forgot to Remember to Forget 10. Love These Goon Shows! 11. I Got to Find my Baby 12. Ooh! My Soul 13. Ooh! My Arms 14. Don’t Ever Change 15. Slow Down 16. Honey Don’t 17. Love Me Do |

## Dreifach-LP (Wiederveröffentlichung 2013)
| Seite 1 1. Beatle Greetings 2. From Us to You 3. Riding on a Bus 4. I Got a Woman 5. Too Much Monkey Business 6. Keep Your Hands Off My Baby 7. I’ll Be on My Way 8. Young Blood 9. A Shot of Rhythm and Blues 10. Sure to Fall (In Love with You) 11. Some Other Guy 12. Thank You Girl | Seite 2 1. Sha La La La La! 2. Baby It’s You 3. That’s All Right 4. Carol 5. What is it, George? 6. Soldier of Love (Lay Down Your Arms) 7. A Little Rhyme 8. Clarabella 9. I’m Gonna Sit Right Down and Cry (Over You) 10. Crying, Waiting, Hoping 11. Dear Wack! 12. You’ve Really Got a Hold on Me |

| Seite 3 1. To Know Her Is to Love Her 2. A Taste of Honey 3. Long Tall Sally 4. I Saw Her Standing There 5. The Honeymoon Song 6. Johnny B. Goode 7. Memphis, Tennessee 8. Lucille 9. Can’t Buy Me Love 10. From Fluff to You 11. Till There Was You | Seite 4 1. Crinsk Dee Night 2. A Hard Day’s Night 3. Ringo? Yep! 4. I Wanna Be Your Man 5. Just a Rumour 6. Roll Over Beethoven 7. All My Loving 8. Things We Said Today 9. She’s a Woman 10. Sweet Little Sixteen 11. 1822! 12. Lonesome Tears in My Eyes |

| Seite 5 1. Nothin’ Shakin’ 2. The Hippy Hippy Shake 3. Glad All Over 4. I Just Don’t Understand 5. So How Come (No One Loves Me) 6. I Feel Fine 7. I’m a Loser 8. Everybody’s Trying to Be My Baby 9. Rock and Roll Music 10. Ticket to Ride | Seite 6 1. Dizzy Miss Lizzy 2. Kansas City/Hey! Hey! Hey! Hey! 3. Set Fire to That Lot! 4. Matchbox 5. I Forgot to Remember to Forget 6. Love These Goon Shows! 7. I Got to Find my Baby 8. Ooh! My Soul 9. Ooh! My Arms 10. Don’t Ever Change 11. Slow Down 12. Honey Don’t 13. Love Me Do 14. From Us to You (Closing) |

## Aufnahmedaten
| Nr.  | Lied                                        | Aufnahme-/Sendedatum         | Produzent                  | Studio/Aufnahmeort                                | Sendung                                         | Erstveröffentlichung der Beatles-Originalversion |
| ---- | ------------------------------------------- | ---------------------------- | -------------------------- | ------------------------------------------------- | ----------------------------------------------- | ------------------------------------------------ |
| 01   | Beatle Greetings                            | 03. Okt. 1963/ 03. Nov. 1963 | John Fawcett Wilson        | NEMS Enterprises, London                          | The Public Ear                                  | Live at the BBC                                  |
| 02   | From Us to You                              | 28. Feb. 1964/ 30. März 1964 | Bryant Marriott            | Number One Studio, BBC Piccadilly Theatre, London | From Us to You                                  | Live at the BBC                                  |
| 03   | Riding on a Bus                             | 17. Nov. 1964/ 26. Nov. 1964 | Bernie Andrews             | BBC Playhouse Theatre, London                     | Top Gear                                        | Live at the BBC                                  |
| 04   | I Got a Woman                               | 16. Juli 1963/ 13. Aug. 1963 | Terry Henebery             | BBC Paris Theatre, London                         | Pop Go The Beatles                              | Live at the BBC                                  |
| 05   | Too Much Monkey Business                    | 03. Sep. 1963/ 10. Sep. 1963 | Ian Grant                  | Studio Two, Aeolian Hall, London                  | Pop Go The Beatles                              | Live at the BBC                                  |
| 06   | Keep Your Hands Off My Baby                 | 22. Jan. 1963/ 26. Jan. 1963 | Jimmy Grant                | BBC Playhouse Theatre, London                     | Saturday Club                                   | Live at the BBC                                  |
| 07   | I’ll Be on My Way                           | 04. Apr. 1963/ 24. Juni 1963 | Bryant Marriott            | BBC Paris Theatre, London                         | Side By Side                                    | Live at the BBC                                  |
| 08   | Young Blood                                 | 01. Juni 1963/ 11. Juni 1963 | Terry Henebery             | BBC Paris Theatre, London                         | Pop Go The Beatles                              | Live at the BBC                                  |
| 09   | A Shot of Rhythm and Blues                  | 01. Aug. 1963/ 27. Aug. 1963 | Ian Grant                  | BBC Playhouse Theatre, London                     | Pop Go The Beatles                              | Live at the BBC                                  |
| 10   | Sure to Fall (In Love with You)             | 01. Juni 1963/ 18. Juni 1963 | Terry Henebery             | BBC Paris Theatre, London                         | Pop Go The Beatles                              | Live at the BBC                                  |
| 11   | Some Other Guy                              | 19. Juni 1963/ 23. Juni 1963 | Ron Belchier               | BBC Playhouse Theatre, London                     | Easy Beat                                       | Live at the BBC                                  |
| 12   | Thank You Girl                              | 19. Juni 1963/ 23. Juni 1963 | Ron Belchier               | BBC Playhouse Theatre, London                     | Easy Beat                                       | Single-B-Seite von From Me to You                |
| 13   | Sha La La La La!                            | 01. Juni 1963/ 11. Juni 1963 | Terry Henebery             | BBC Paris Theatre, London                         | Pop Go The Beatles                              | Live at the BBC                                  |
| 14   | Baby It’s You                               | 01. Juni 1963/ 11. Juni 1963 | Terry Henebery             | BBC Paris Theatre, London                         | Pop Go The Beatles                              | Please Please Me                                 |
| 15   | That’s All Right                            | 02. Juli 1963/ 16. Juli 1963 | Terry Henebery             | Studio Five, BBC Maida Vale, London               | Pop Go The Beatles                              | Live at the BBC                                  |
| 16   | Carol                                       | 02. Juli 1963/ 16. Juli 1963 | Terry Henebery             | Studio Five, BBC Maida Vale, London               | Pop Go The Beatles                              | Live at the BBC                                  |
| 17 a | What Is It, George?                         | 02. Juli 1963/ 16. Juli 1963 | Terry Henebery             | Studio Five, BBC Maida Vale, London               | Pop Go The Beatles                              | Live at the BBC                                  |
| 17 b | Soldier of Love (Lay Down Your Arms)        | 02. Juli 1963/ 16. Juli 1963 | Terry Henebery             | Studio Five, BBC Maida Vale, London               | Pop Go The Beatles                              | Live at the BBC                                  |
| 18   | A Little Rhyme                              | 02. Juli 1963/ 16. Juli 1963 | Terry Henebery             | Studio Five, BBC Maida Vale, London               | Pop Go The Beatles                              | Live at the BBC                                  |
| 19   | Clarabella                                  | 02. Juli 1963/ 16. Juli 1963 | Terry Henebery             | Studio Five, BBC Maida Vale, London               | Pop Go The Beatles                              | Live at the BBC                                  |
| 20   | I’m Gonna Sit Right Down and Cry (Over You) | 16. Juli 1963/ 06. Aug. 1963 | Terry Henebery             | BBC Paris Theatre, London                         | Pop Go The Beatles                              | Live at the BBC                                  |
| 21   | Crying, Waiting, Hoping                     | 16. Juli 1963/ 06. Aug. 1963 | Terry Henebery             | BBC Paris Theatre, London                         | Pop Go The Beatles                              | Live at the BBC                                  |
| 22   | Dear Wack!                                  | 30. Juli 1963/ 24. Aug. 1963 | Jimmy Grant/Bernie Andrews | BBC Playhouse Theatre, London                     | Saturday Club                                   | Live at the BBC                                  |
| 23   | You’ve Really Got a Hold on Me              | 30. Juli 1963/ 24. Aug. 1963 | Terry Henebery             | BBC Playhouse Theatre, London                     | Pop Go The Beatles                              | With the Beatles                                 |
| 24   | To Know Her Is to Love Her                  | 16. Juli 1963/ 06. Aug. 1963 | Terry Henebery             | BBC Paris Theatre, London                         | Pop Go The Beatles                              | Live at the BBC                                  |
| 25   | A Taste of Honey                            | 10. Juli 1963/ 23. Juli 1963 | Terry Henebery             | Studio Two, Aeolian Hall, London                  | Pop Go The Beatles                              | Please Please Me                                 |
| 26   | Long Tall Sally                             | 16. Juli 1963/ 13. Aug. 1963 | Terry Henebery             | BBC Paris Theatre, London                         | Pop Go The Beatles                              | Long Tall Sally                                  |
| 27   | I Saw Her Standing There                    | 16. Okt. 1963/ 20. Okt. 1963 | Terry Henebery             | BBC Paris Theatre, London                         | Easy Beat                                       | Please Please Me                                 |
| 28   | The Honeymoon Song                          | 16. Juli 1963/ 06. Aug. 1963 | Terry Henebery             | BBC Paris Theatre, London                         | Pop Go The Beatles                              | Live at the BBC                                  |
| 29   | Johnny B. Goode                             | 07. Jan. 1964/ 15. Feb 1964  | Jimmy Grant/Bernie Andrews | BBC Playhouse Theatre, London                     | Saturday Club                                   | Live at the BBC                                  |
| 30   | Memphis, Tennessee                          | 10. Juli 1963/ 30. Juli 1963 | Terry Henebery             | Studio Two, Aeolian Hall, London                  | Pop Go The Beatles                              | Live at the BBC                                  |
| 31   | Lucille                                     | 07. Sep. 1963/ 05. Okt. 1963 | Jimmy Grant/Bernie Andrews | BBC Playhouse Theatre, London                     | Pop Go The Beatles                              | Live at the BBC                                  |
| 32   | Can’t Buy Me Love                           | 28. Feb. 1964/ 30. März 1964 | Bryant Marriott            | Number One Studio, BBC Piccadilly Theatre, London | From Us to You Say The Beatles                  | A Hard Day’s Night                               |
| 33   | From Fluff to You                           | 28. Feb. 1964/ 30. März 1964 | Bryant Marriott            | Number One Studio, BBC Piccadilly Theatre, London | From Us to You Say The Beatles                  | Live at the BBC                                  |
| 34   | Till There Was You                          | 28. Feb. 1964/ 30. März 1964 | Bryant Marriott            | Number One Studio, BBC Piccadilly Theatre, London | From Us to You Say The Beatles                  | With the Beatles                                 |
| 35   | Crinsk Dee Night                            | 14. Juli 1964/ 16. Juli 1964 | Bernie Andrews             | Studio S2, Broadcasting House, London             | Top Gear                                        | Live at the BBC                                  |
| 36   | A Hard Day’s Night                          | 14. Juli 1964/ 16. Juli 1964 | Bernie Andrews             | Studio S2, Broadcasting House, London             | Top Gear                                        | A Hard Day’s Night                               |
| 37 a | Ringo? Yep!                                 | 28. Feb. 1964/ 30. März 1964 | Bryant Marriott            | Number One Studio, BBC Piccadilly Theatre, London | From Us to You Say The Beatles                  | Live at the BBC                                  |
| 37 b | Have a Banana!                              | 14. Juli 1964/ 16. Juli 1964 | Bernie Andrews             | Studio S2, Broadcasting House, London             | Top Gear                                        | Live at the BBC                                  |
| 38   | I Wanna Be Your Man                         | 28. Feb. 1964/ 30. März 1964 | Bryant Marriott            | Number One Studio, BBC Piccadilly Theatre, London | From Us to You Say The Beatles                  | With the Beatles                                 |
| 39   | Just a Rumour                               | 28. Feb. 1964/ 30. März 1964 | Bryant Marriott            | Number One Studio, BBC Piccadilly Theatre, London | From Us to You Say The Beatles                  | Live at the BBC                                  |
| 40   | Roll Over Beethoven                         | 28. Feb. 1964/ 30. März 1964 | Bryant Marriott            | Number One Studio, BBC Piccadilly Theatre, London | From Us to You Say The Beatles                  | With the Beatles                                 |
| 41   | All My Loving                               | 28. Feb. 1964/ 30. März 1964 | Bryant Marriott            | Number One Studio, BBC Piccadilly Theatre, London | From Us to You Say The Beatles                  | With the Beatles                                 |
| 42   | Things We Said Today                        | 14. Juli 1964/ 16. Juli 1964 | Bernie Andrews             | Studio S2, Broadcasting House, London             | Pop Go The Beatles                              | A Hard Day’s Night                               |
| 43   | She’s a Woman                               | 17. Nov. 1964/ 26. Nov. 1964 | Bernie Andrews             | BBC Playhouse Theatre, London                     | Top Gear                                        | Single-B-Seite von I Feel Fine                   |
| 44   | Sweet Little Sixteen                        | 10. Juli 1963/ 23. Juli 1963 | Terry Henebery             | Studio Two, Aeolian Hall, London                  | Pop Go The Beatles                              | Live at the BBC                                  |
| 45   | 1822!                                       | 10. Juli 1963/ 23. Juli 1963 | Terry Henebery             | Studio Two, Aeolian Hall, London                  | Pop Go The Beatles                              | Live at the BBC                                  |
| 46   | Lonesome Tears in My Eyes                   | 10. Juli 1963/ 23. Juli 1963 | Terry Henebery             | Studio Two, Aeolian Hall, London                  | Pop Go The Beatles                              | Live at the BBC                                  |
| 47   | Nothin’ Shakin’                             | 10. Juli 1963/ 23. Juli 1963 | Terry Henebery             | Studio Two, Aeolian Hall, London                  | Pop Go The Beatles                              | Live at the BBC                                  |
| 48   | The Hippy Hippy Shake                       | 10. Juli 1963/ 30. Juli 1963 | Terry Henebery             | Studio Two, Aeolian Hall, London                  | Pop Go The Beatles                              | Live at the BBC                                  |
| 49   | Glad All Over                               | 16. Juli 1963/ 20. Aug. 1963 | Terry Henebery             | BBC Paris Theatre, London                         | Pop Go The Beatles                              | Live at the BBC                                  |
| 50   | I Just Don’t Understand                     | 16. Juli 1963/ 20. Aug. 1963 | Terry Henebery             | BBC Paris Theatre, London                         | Pop Go The Beatles                              | Live at the BBC                                  |
| 51   | So How Come (No One Loves Me)               | 10. Juli 1963/ 23. Juli 1963 | Terry Henebery             | Studio Two, Aeolian Hall, London                  | Pop Go The Beatles                              | Live at the BBC                                  |
| 52   | I Feel Fine                                 | 17. Nov. 1964/ 26. Nov. 1964 | Bernie Andrews             | BBC Playhouse Theatre, London                     | Top Gear                                        | Single-A-Seite                                   |
| 53   | I’m a Loser                                 | 17. Nov. 1964/ 26. Nov. 1964 | Bernie Andrews             | BBC Playhouse Theatre, London                     | Top Gear                                        | Beatles for Sale                                 |
| 54   | Everybody’s Trying to Be My Baby            | 17. Nov. 1964/ 26. Nov. 1964 | Bernie Andrews             | BBC Playhouse Theatre, London                     | Top Gear                                        | Beatles for Sale                                 |
| 55   | Rock and Roll Music                         | 25. Nov. 1964/ 26. Dez. 1964 | Terry Henebery             | BBC Paris Theatre, London                         | Pop Go The Beatles                              | Beatles for Sale                                 |
| 56   | Ticket to Ride                              | 26. Mai 1965/ 07. Juni 1965  | Keith Bateson              | Number One Studio, BBC Piccadilly Theatre, London | The Beatles Invite You To Take A Ticket To Ride | Help!                                            |
| 57   | Dizzy Miss Lizzy                            | 26. Mai 1965/ 07. Juni 1965  | Keith Bateson              | Number One Studio, BBC Piccadilly Theatre, London | The Beatles Invite You To Take A Ticket To Ride | Help!                                            |
| 58   | Medley: Kansas City/Hey! Hey! Hey! Hey!     | 26. Mai 1965/ 07. Juni 1965  | Keith Bateson              | Number One Studio, BBC Piccadilly Theatre, London | The Beatles Invite You To Take A Ticket To Ride | Live at the BBC                                  |
| 59   | Set Fire to That Lot!                       | 10. Juli 1963/ 30. Juli 1963 | Terry Henebery             | Studio Two, Aeolian Hall, London                  | Pop Go The Beatles                              | Live at the BBC                                  |
| 60   | Matchbox                                    | 10. Juli 1963/ 30. Juli 1963 | Terry Henebery             | Studio Two, Aeolian Hall, London                  | Pop Go The Beatles                              | Long Tall Sally                                  |
| 61   | I Forgot to Remember to Forget              | 01. Mai 1963/ 01. Mai 1963   | Bryant Marriott            | BBC Paris Theatre, London                         | From Us to You say The Beatles                  | Live at the BBC                                  |
| 62   | Love These Goon Shows!                      | 01. Juni 1963/ 11. Juni 1963 | Terry Henebery             | BBC Paris Theatre, London                         | Pop Go The Beatles                              | Live at the BBC                                  |
| 63   | I Got to Find my Baby                       | 01. Juni 1963/ 11. Juni 1963 | Terry Henebery             | BBC Paris Theatre, London                         | Pop Go The Beatles                              | Live at the BBC                                  |
| 64   | Ooh! My Soul                                | 01. Aug. 1963/ 27. Aug. 1963 | Ian Grant                  | BBC Playhouse Theatre, Manchester                 | Pop Go The Beatles                              | Live at the BBC                                  |
| 65   | Ooh! My Arms                                | 01. Aug. 1963/ 27. Aug. 1963 | Ian Grant                  | BBC Playhouse Theatre, Manchester                 | Pop Go The Beatles                              | Live at the BBC                                  |
| 66   | Don’t Ever Change                           | 01. Aug. 1963/ 27. Aug. 1963 | Ian Grant                  | BBC Playhouse Theatre, Manchester                 | Pop Go The Beatles                              | Live at the BBC                                  |
| 67   | Slow Down                                   | 16. Juli 1963/ 20. Aug. 1963 | Terry Henebery             | BBC Paris Theatre, London                         | Pop Go The Beatles                              | Long Tall Sally                                  |
| 68   | Honey Don’t                                 | 01. Aug. 1963/ 03. Sep. 1963 | Ian Grant                  | BBC Playhouse Theatre, London                     | Pop Go The Beatles                              | Beatles for Sale                                 |
| 69   | Love Me Do                                  | 10. Juli 1963/ 23. Juli 1963 | Terry Henebery             | Studio Two, Aeolian Hall, London                  | Pop Go The Beatles                              | Please Please Me                                 |
| 70   | From Us to You (Closing)                    | 28. Feb. 1964                | Bryant Marriott            | Number One Studio, BBC Piccadilly Theatre, London | From Us to You                                  | Live at the BBC                                  |

## Kommerzieller Erfolg

### Chartplatzierungen
| ChartsChartplatzierungen       | Höchstplatzierung | Wochen |
| ------------------------------ | ----------------- | ------ |
| Deutschland (GfK)              | 5 (16 Wo.)        | 16     |
| Österreich (Ö3)                | 4 (18 Wo.)        | 18     |
| Schweiz (IFPI)                 | 4 (13 Wo.)        | 13     |
| Vereinigte Staaten (Billboard) | 3 (26 Wo.)        | 26     |
| Vereinigtes Königreich (OCC)   | 1 (23 Wo.)        | 23     |

| ChartsJahrescharts (1995) | Platzierung |
| ------------------------- | ----------- |
| Deutschland (GfK)         | 82          |
| Österreich (Ö3)           | 41          |

### Auszeichnungen für Musikverkäufe
| Land/Region                  | Auszeichnungen für Musikverkäufe (Land/Region, Auszeichnung, Verkäufe) | Verkäufe  |
| ---------------------------- | ---------------------------------------------------------------------- | --------- |
| Argentinien (CAPIF)          | Platin                                                                 | 60.000    |
| Australien (ARIA)            | Platin                                                                 | 70.000    |
| Brasilien (PMB)              | Gold                                                                   | 100.000   |
| Deutschland (BVMI)           | Gold                                                                   | (250.000) |
| Europa (IFPI)                | 2× Platin                                                              | 2.000.000 |
| Frankreich (SNEP)            | Platin                                                                 | (300.000) |
| Indien (IMI)                 | Gold                                                                   | 50.000    |
| Irland (IRMA)                | Gold                                                                   | (7.500)   |
| Japan (RIAJ)                 | Platin                                                                 | 200.000   |
| Kanada (MC)                  | 8× Platin                                                              | 800.000   |
| Neuseeland (RMNZ)            | Platin                                                                 | 15.000    |
| Niederlande (NVPI)           | Gold                                                                   | (50.000)  |
| Österreich (IFPI)            | Gold                                                                   | (25.000)  |
| Schweiz (IFPI)               | Gold                                                                   | (25.000)  |
| Spanien (Promusicae)         | Platin                                                                 | (100.000) |
| Vereinigte Staaten (RIAA)    | 4× Platin                                                              | 2.000.000 |
| Vereinigtes Königreich (BPI) | 2× Platin                                                              | (600.000) |
| Insgesamt                    | 7× Gold · 22× Platin ·                                                 | 5.295.000 |

Hauptartikel: The Beatles/Auszeichnungen für Musikverkäufe

## Promotion-Veröffentlichungen
| Titel                         | Inhalt | Veröff.   | Label Katalognr.    |
| ----------------------------- | --- | --------- | ------------------- |
| Live at the BBC Album Sampler | Beatle Greetings(Speech)/From Us to You/Soldier of Love/Sha la la la (Speech)/Baby It’s You/Clarabella/I Just Don’t Understand/Glad All Over/Matchbox | Nov. 1994 | Apple CDPCSPDJ 7261 |

Promotion-Single

In den USA wurde eine Promotion-CD-Single veröffentlicht, die nur das Lied  Baby It’s You enthält.